# Długość geograficzna (serial telewizyjny)
Długość geograficzna (ang. Longitude) – film telewizyjny z 2000 roku wyprodukowany przez Granada Production i A&E Television Networks dla stacji telewizyjnej Channel 4. Po raz pierwszy wyświetlony w 2000 roku przez stacje Channel 4 w Wielka Brytania i A&E w Stanach Zjednoczonych. Powstał na podstawie książki o tym samym tytule autorstwa Davy Sobel. Reżyserem i autorem scenariusza jest Charles Sturridge. W głównych rolach występują Michael Gambon i Jeremy Irons.

## Fabuła
W filmie przedstawione są dwie przeplatające się historie: Johna Harrisona – osiemnastowiecznego konstruktora, twórcy pierwszych zegarów morskich oraz Ruperta Goulda – emerytowanego oficera marynarki zajmującego się odrestaurowywaniem zegarów Harrisona w pierwszej połowie XX wieku.

## Obsada
| XVIII wiek | XX wiek |
| --- | --- |
| - Michael Gambon – John Harrison - Jonathan Coy – Adm. Sir Cloudsley Shovell - Christopher Hodsol – Capt. Ainsley - Gemma Jones – Elizabeth Harrison - John Nettleton – Minister for the Navy - Nigel Davenport – Sir Charles Pelham - Ian Hart – William Harrison - Liam Jennings – Young William Harrison - Frank Finlay – Adm. Wagner - Andrew Scott – John Campbell - John Standing – Capt. Proctor - John Wood – Edmond Halley - Ian McNeice – Dr Bliss - David Wood – Ditton - Mark Tandy – Whiston - Stephen Fry – Sir Kenelm Digby - Samuel West – Nevil Maskelyne - Bill Nighy – Lord Sandwich - Brian Cox – Lord Morton - Peter Vaughan – George Graham - Clive Francis – Capt. Digges - Tim McInnerny – Christopher Irwin - Stephen Simms – James Harrison - Cliff Parisi – Lt. Draper - Rupert Baker – Lt. Bertie - Charles Gray – Adm. Balchen - Trevor Cooper – Roger Willis - William Scott-Masson – Lt. Knorvler - William Thomas – Arthur Mason - Ian Burfield – Jos Killick - John Quentin – Dr. Bradley - Alfred Burke – Rear Admiral - Nicholas Rowe – Jerzy III Hanowerski - Heike Makatsch – Charlotta Mecklenburg-Strelitz | - Jeremy Irons – Rupert Gould - Peter Cartwright – Army doctor - Anna Chancellor – Muriel Gould - Geoffrey Hutchings – Estate manager - Robert Demeger – Observatory porter - Sarah Badel – Society lady - Alec McCowen – Sir Frank Watson Dyson - Sophie Millett – Dyson's secretary - Lucy Akhurst – Nurse Grace Ingram - Michael Cochrane – Waddington, Gould's solicitor - John Leeson – BBC radio producer - Peter Penry-Jones – Surgeon - Sasha Hails – BBC PA - John Normington – Mr. Greene - Rebecca Clay – Observatory assistant - Richard Janes – Young assistant - Faith Kent – Lady curator - John Quayle – Dr. Demainbray - James Bradshaw – Callboy - Barbara Leigh-Hunt – Dodo Gould - Clare Moody – Staff nurse |